# Ernst Rodiek
Ernst Rodiek (* 9. Februar 1903 in Osternburg; † 20. Dezember 1980 in Delmenhorst) war ein deutscher Politiker (SPD).

## Leben
Rodiek wurde als Sohn eines Landwirtes geboren. Nach dem Volksschulabschluss besuchte er zunächst die Volkshochschule für Technik und danach auf die Verwaltungsschule. Im Anschluss arbeitete er für drei Jahre im Betrieb seines Vaters. Darauf folgte eine Lehre zum Schiffschlosser, die er mit der Gesellenprüfung abschloss. Er arbeitete siebzehn Jahre lang im Bremer Schiffbau, zuletzt als technischer Angestellter in der Betriebskalkulation. 1925 schloss er sich der Gewerkschaft an.
Rodiek trat 1945 in die SPD ein. Er war seit 1945 Ratsmitglied der Gemeinde Altenesch, die 1972 im Zuge der Gebietsreform in Niedersachsen in Lemwerder umbenannt wurde. 1946 erfolgte seine Wahl zum Bürgermeister der Gemeinde. Außerdem war er Kreistagsmitglied des Landkreises Wesermarsch. Daneben war er Aufsichtsratsmitglied der Gemeinnützigen Wohnungsbaugesellschaft Wesermarsch mbH in Brake und der Fähr-GmbH Berne-Farge in Bremen sowie Vorstandsvorsitzender der Raiffeisenbank der Gemeinde Lemwerder-(Altenesch).
Rodiek gehörte dem Bundestag in der dritten Wahlperiode an, allerdings erst ab dem 15. Juli 1960, als er für den verstorbenen Abgeordneten Hans Jahn über der Landesliste Niedersachsen nachrückte. Im Parlament war er Mitglied des Ausschusses für Mittelstandsfragen und stellvertretendes Mitglied des Ausschusses für Verkehr, Post- und Fernmeldewesen.
In Lemwerder wurde die Ernst-Rodiek-Halle nach ihm benannt.